# Zacapehuaya
Zacapehuaya är en ort i Mexiko.   Den ligger i kommunen Pahuatlán och delstaten Puebla, i den sydöstra delen av landet, 140 km nordost om huvudstaden Mexico City. Zacapehuaya ligger 1 018 meter över havet och antalet invånare är 163.
Terrängen runt Zacapehuaya är bergig norrut, men söderut är den kuperad. Zacapehuaya ligger nere i en dal. Runt Zacapehuaya är det ganska tätbefolkat, med 230 invånare per kvadratkilometer. Närmaste större samhälle är Huauchinango, 18,5 km sydost om Zacapehuaya. I omgivningarna runt Zacapehuaya växer i huvudsak blandskog.